# Blackout Baby
Blackout Baby est un roman policier historique de Michel Moatti, paru en 2014 aux Éditions Hervé Chopin.
L’ouvrage constitue un complément narratif indépendant du roman précédent de l’auteur, Retour à Whitechapel (sans en être toutefois la suite – constituant ce que les anglophones nomment un « stand-alone sequel ») publié par le même éditeur et diffusé ensuite en collection de poche par Pocket, puis les éditions 10-18.

## Résumé
Londres, 1942. Un tueur en série hante les rues de Londres plongées dans l’obscurité en raison du couvre-feu instauré pour protéger la ville contre le Blitz des bombardements allemands. 
Inspiré par l’histoire réelle de Gordon Cummins, un soldat britannique de la Royal Air Force, Blackout Baby met en scène pour la seconde fois le personnage fictif Amelia Pritlowe, infirmière au London Hospital, apparue dans Retour à Whitechapel.